# Estelle Leperlier
Estelle Leperlier, née le 28 février 1992, est une joueuse française de badminton, représentant La Réunion au niveau international.

## Carrière
Estelle Leperlier est médaillée de bronze en double dames avec Audrey Lebon aux Championnats d'Afrique de badminton 2022 à Kampala.